# Zvonimir Cimermančić
Zvonimir Cimermančić (Zagreb, 26 de agosto de 1917 - 14 de maio de 1979) foi um futebolista iugoslavo, medalhista olímpico. 

## Carreira
Zvonimir Cimermančić fez parte do elenco medalha de prata, nos Jogos Olímpicos de 1948.

## Ligações Externas
- Perfil olímpico